# Seleção Cubana de Rugby Union
A Seleção Cubana de Rugby Union é a equipe que representa Cuba em competições internacionais de Rugby Union. 